# Slobodan Mišković
Slobodan Mišković, jugoslovanski (srbski; srbsko Слободан Мишковић) rokometaš, * 12. december 1944, † 4. julij 1997.
Leta 1972 je na poletnih olimpijskih igrah v Münchnu v sestavi jugoslovanske rokometne reprezentance osvojil zlato olimpijsko medaljo.